# 12AX7

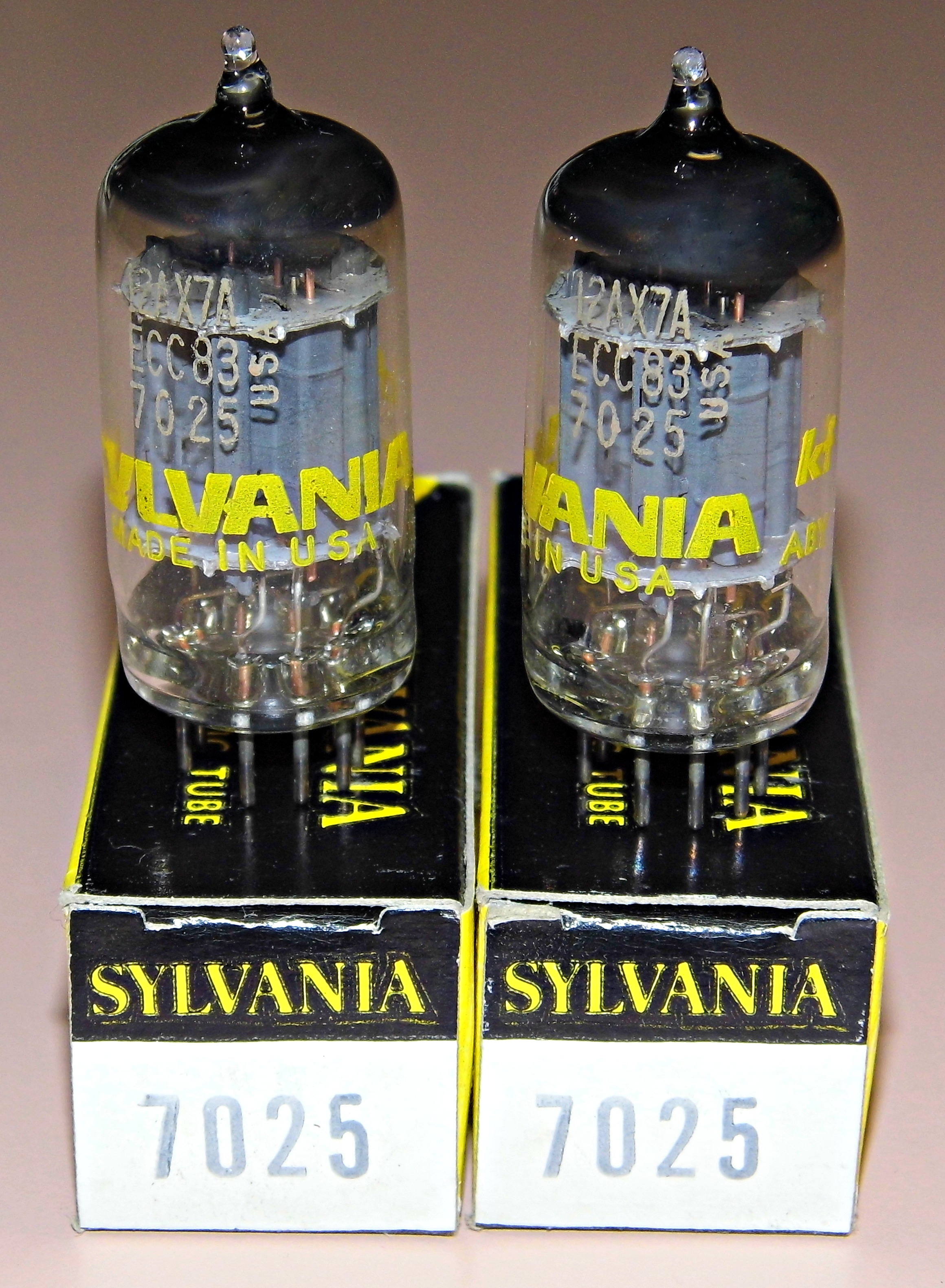
Лампы 12AX7A/ECC83/7025, маркированные клеймом Sylvania, США (настоящий производитель неизвестен). Выпуск не ранее 1958 года. К этому времени 12AX7, ECC83 и 7025 стали синонимами: изображённые лампы несут на себе все три обозначения одновременно.

12AX7, или ECC83, — семейство вакуумных ламп — миниатюрных низкочастотных двойных триодов с высоким коэффициентом усиления напряжения и низкой крутизной передаточной характеристики. Помимо оригинальной 12AX7 (США, 1948 год) и её усовершенствованного европейского варианта ECC83 (1952 год), семейство включает более 200 вариантов: лампу с пониженным уровнем фона 7025 (США, 1950-е годы), военные лампы особо высокой надёжности 5751, 7729 (США, 1950-е и 1960-е годы), CV4004, M8137 (Великобритания, 1950-е годы), японскую лампу 12AD7, лампу с рамочной сеткой ECC803S (Германия, 1958) и множество менее известных серий для промышленной автоматики. Электрические характеристики большинства этих ламп идентичны, а обозначения 12AX7 и ECC83 стали синонимами.
Гражданские 12AX7 и ECC83, вместе взятые, стали самой массовой лампой для усиления напряжения низких частот; они абсолютно доминировали в американской и западноевропейской бытовой аппаратуре 1950-х и 1960-х годов. К концу 1980-х годов производство 12AX7 прекратилось, но в 1990-е годы оно было возобновлено — в Китае, России, Сербии и Словакии. Главная область применения 12AX7 в XXI веке — ламповые гитарные усилители.
В СССР выпускался электрический аналог 12AX7 — лампа 6Н2П — двойной миниатюрный низкочастотный триод с высоким коэффициентом усиления, но несовместимой с 12AX7 разводкой электрических выводов (цоколёвкой).

## История производства

### Оригинальная 12AX7

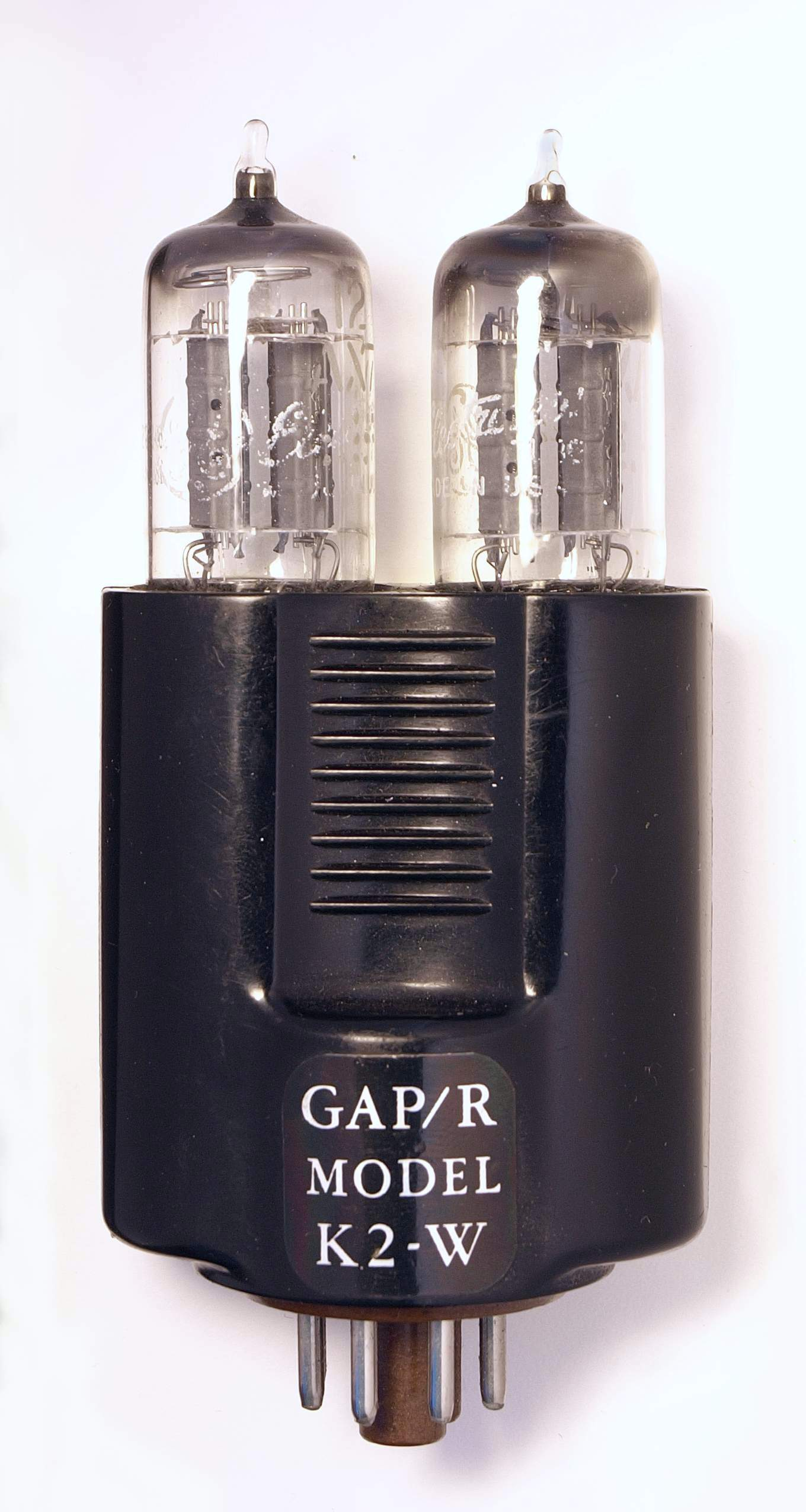
Операционный усилитель K2-W на паре ламп 12AX7 (1952)

В марте 1948 года в каталогах американских компаний RCA и Sylvania появилась новая миниатюрная лампа — двойной триод для устройств промышленной автоматики, получивший обозначение 12AX7. 12AX7 была разработана RCA, а выпускалась по контракту на заводах Sylvania — подобное рода разделение функций было в то время нормой. Компании не возлагали на новую лампу особых надежд: это была ничем не выдающаяся, проходная разработка, не удостоившаяся даже заметки в корпоративном журнале RCA. Конструкторы лишь объединили в одном баллоне два триода, идентичных триодной секции выпущенного ранее диод-триода 6AV6.
Заложенное в конструкцию 6AV6 сочетание высокого коэффициента усиления, низкого уровня шума и низкого уровня сетевого фона оказалось востребованным конструкторами высококачественной звуковой аппаратуры и аналоговых компьютеров. Именно на паре 12AX7 был построен классический операционный усилитель Джорджа Филбрика K2-W. Но главным фактором неожиданного успеха 12AX7 стал выход на рынок США долгоиграющих грампластинок и проигрывателей с низкочувствительными магнитными звукоснимателями. Производителям массовой аппаратуры срочно потребовалась недорогая лампа с высоким коэффициентом усиления, пригодная для использования в фонокорректорах. Спрос рос столь бурно, что в 1952 году 12AX7 выпускали уже пять корпораций: CBS, GE, National Union, Sylvania и Tung-Sol.
К этому времени стали ясны и врождённые проблемы новой лампы: дешёвая внутриламповая арматура обусловила высокий микрофонный эффект, а неизбежная в массовом производстве неоднородность намотки сеток — высокие нелинейные искажения. 12AX7 первых лет выпуска заметно уступала в качестве звучания своей октальной предшественнице 6SL7. Несмотря на это, 12AX7 вытеснила с производственных линий и «устаревшую» 6SL7, и новейшие лампы со средним коэффициентом усиления, и к 1956 году стала де-факто отраслевым стандартом американской звукотехники. Нелинейность 12AX7 этому не помешала: конструкторы 1950-х годов умели исправлять недостатки ламп с помощью отрицательной обратной связи. Поэтому 12AX7 нашлось место и в профессиональной (магнитофоны Ampex), и в бытовой аппаратуре, и в гитарных усилителях.
В XXI веке 12AX7 и её европейский аналог ECC83 — самые распространённые лампы в схемотехнике гитарных усилителей. Выбор производителей обусловлен экономикой (12AX7 по-прежнему выпускается и потому доступна по приемлемым ценам) и консерватизмом: большинство современных усилителей строятся по проверенным схемам 1950-х годов. Лео Фендер и другие конструкторы ламповой эпохи выбрали 12AX7 не случайно: характеристики именно этой лампы идеально подошли для систематической работы в режиме перегрузки по входу и амплитудных ограничений. Избыточное усиление 12AX7, с одной стороны, позволило доукомплектовать гитарный усилитель темброблоком. С другой — оно увеличило субъективно воспринимаемую неискажённую громкость: порог, за которым звук гитары «разваливался» (англ. breakup) на гармоники, у 12AX7 наступал на намного больших уровнях, чем у ламп-предшественниц.

### ECC83

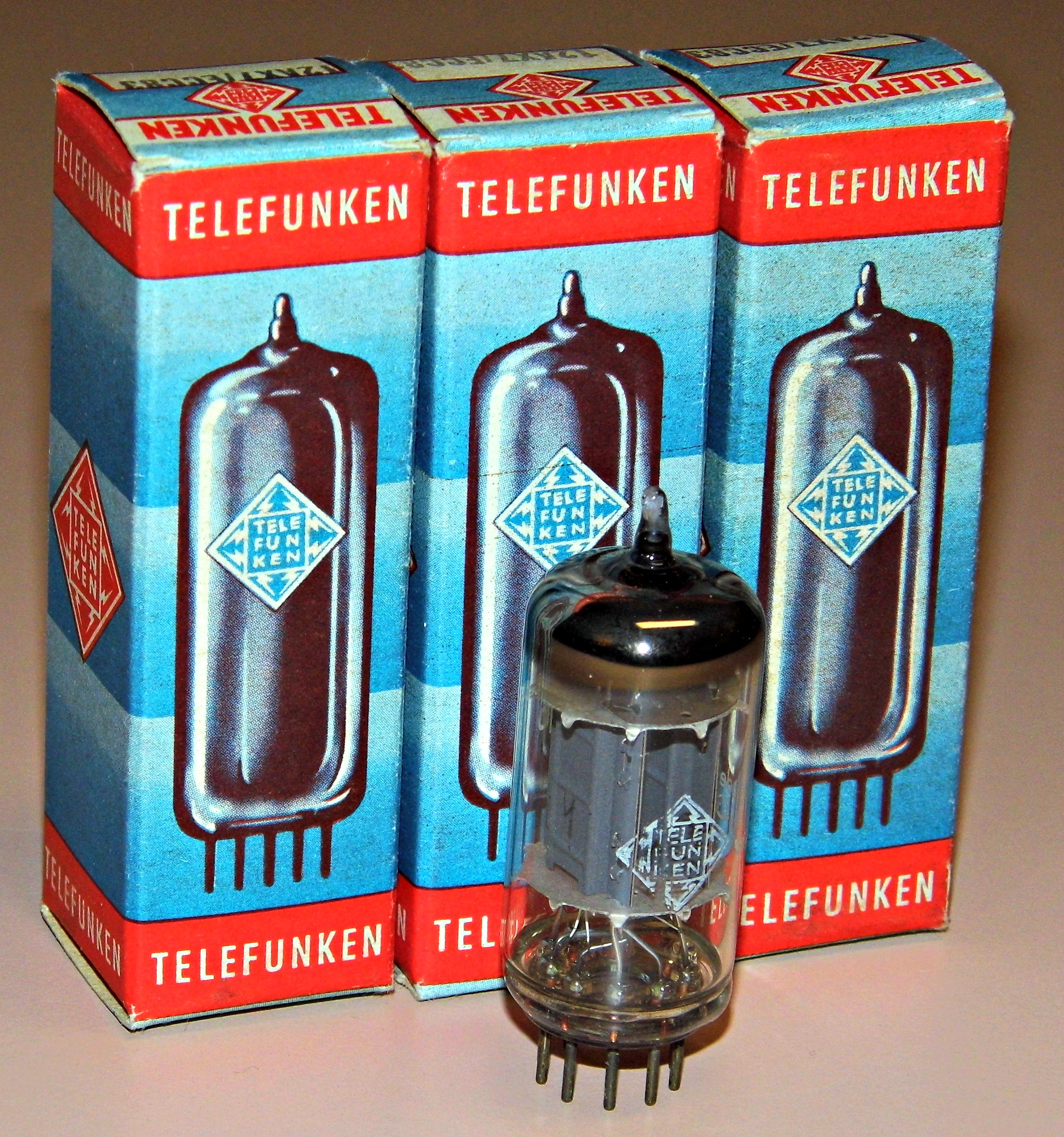
ECC83 производства Telefunken (вариант с ребристым анодом) — усовершенствованный европейский аналог 12AX7, завоевавший североамериканский рынок. Подлинные лампы Telefunken отличаются от множества подделок характерным штампом на стеклянном донце.

В начале 1950-х годов на 12AX7 обратили внимание инженеры Philips. Функционально лампа точно соответствовала потребностям компании, в то время нацеленной на завоевание рынка бытового Hi-Fi, но качество массовых американских ламп европейцев не удовлетворяло. Европейская версия 12AX7, получившая обозначение ECC83, и технологическая цепь её производства были спроектированы Philips заново. Лампа получила жёсткую несущую арматуру, малошумящий спиральный подогреватель катода, но главное — европейцы сумели обеспечить в массовом автоматизированном производстве «военную» точность намотки сеток. Европейские лампы имели стабильно лучшие показатели нелинейных искажений, а срок службы лучших вариантов ECC83, выпускавшихся Telefunken, превышал недостижимые для американцев 100 тысяч часов. К 1956 году лампы Telefunken завоевали не только европейский, но и американский рынок бытовой звукотехники: именно ими комплектовались усилители Eico, Dynaco, Fisher и McIntosh. В конце 1950-х годов появились высококачественные ECC83 и E83CC производства Amperex (Нидерланды), Mullard (Великобритания), Mazda (Франция), Fivre (Италия); в 1960-е годы производством ECC83 и 12AX7 занялись японские (Hitachi, Panasonic, Toshiba) и восточноевропейские (Tesla, Tungsram и другие) предприятия.
Американские компании не смогли предложить импортным ECC83 достойную замену. Улучшенная 12AX7, выпущенная RCA в 1958 году под обозначением 7025, отличалась от базовой 12AX7 лишь меньшим уровнем сетевого фона при тех же нелинейных искажениях. Лампа нашла ограниченный спрос лишь на рынке гитарных усилителей.
В СССР точного аналога ECC83 или 12AX7 не было: их функциональный аналог 6Н2П, скопированный с европейской лампы 6CC41, имел иную цоколёвку и иные характеристики нити накала. 6Н2П отличается от ECC83 меньшей входной ёмкостью и наличием межсекционного экрана между двумя триодами. Заземление экрана снижает перекрёстную помеху из одной секции 6Н2П в другую примерно на 6 дБ по сравнению с ECC83.

### Военные и промышленные серии
Уже в 1950 году GE анонсировала первый усовершенствованный аналог 12AX7 — лампу повышенной надёжности 5751, отличавшуюся от 12AX7 меньшим коэффициентом усиления (μ=70) (впоследствии эта лампа выпускалась малыми сериями в Великобритании и Японии). Из-за высокой себестоимости 5751 применялась лишь в военных и промышленных устройствах; лишь в конце 1970-х годов с подачи Conrad-Johnson 5751 вошла в арсенал конструкторов звукотехники. Аналогичные высококачественные лампы собственной разработки с характерными военными обозначениями (CV4004, M8137 и так далее) выпускали британские компании, объединённые в картель British Valve Association. Выпуск этих серий прекратился в 1970-е годы и более не возобновлялся; выпуск 5751 завершился в 1980-е годы. Последней и, возможно, наиболее совершенной лампой этого ряда была чрезвычайно редкая американская серия 7729 (GE и CBS, 1960-е годы), предназначенная для работы в дифференциальных усилителях измерительных приборах.
В 1955 году Sylvania и CBS анонсировали начало выпуска 12AD7 — нового малошумящего варианта 12AX7 для особо ответственных задач. Лампа не пользовалась спросом на рынке США и Западной Европы, но имела чрезвычайный успех в Японии. 12AD7 японского производства, занявшие на внутреннем рынке место 12AX7 и ECC83, были непременным компонентом ламповой техники Akai и Sony 1960-х годов. За пределами Японии эти лампы имели дурную репутацию, во многом обусловленную низким качеством японской массовой аппаратуры того времени.
Все перечисленные варианты 12AX7 и ECC83 страдали от высокого микрофонного эффекта. Конструкторы Telefunken сумели решить и эту проблему, изменив конструкцию управляющей сетки. В обычных лампах сетка наматывалась на две вертикальные траверсы круглого сечения; в выпущенной в 1958 году лампе ECC803S сетка наматывалась на жёсткую штампованную рамку (несущий каркас) из молибдена. Эта технически совершенная и дорогая лампа, выпускавшаяся только на заводах Telefunken, уже в 1990-е годы стала большой редкостью.

### Закрытие и возрождение производства
В 1960-е годы началось медленное угасание электровакуумной промышленности. Первыми, ещё в 1960-е годы, вышли из игры американские Tung-Sol и CBS. Качество ламп Telefunken снизилось; компания стала продавать под своим именем продукцию других заводов, отличавшуюся от оригинала большими шумами и высоким микрофонным эффектом. Другие европейские компании также переключились на перепродажу посредственных японских ламп; лишь Amperex и Mullard, как могли, поддерживали качество ECC83 до 1980-х годов. Последними, в конце 1980-х годов, свернули производство GE, RCA и принадлежавшая Philips Sylvania. Сложное автоматизированное оборудование — целые заводы, рассчитанные на выпуск миллионов ламп ежегодно, — было навсегда утрачено. Достоверно известно лишь то, что производственная линия Mullard, на которой выпускали военные CV4004, оказалась в Китае, а оборудование Amperex — в Сербии.
В последнюю четверть XX века спрос на 12AX7 и ECC83 поддерживали миллионы гитаристов, по-прежнему использовавших ламповые усилители. Точный размер рынка неизвестен; в 2000 году он оценивался в не менее одного миллиона ламп в год. До середины 1990-х годов спрос удовлетворялся из старых запасов; американский рынок захлестнула волна заведомо некондиционных ламп и откровенных фальсификатов. Недобросовестные дилеры маркировали фальшивыми клеймами Amperex, Mullard и Telefunken все 12AX7, которые могли достать; по мере исчерпания американских и западноевропейских запасов «в дело» пошли низкокачественные японские, восточноевропейские и даже индийские лампы.
К 1995 году в мире осталось четыре действующих производства 12AX7 / ECC83: EI (Сербия), Sino (Китай), Tesla (Чехия), и российский завод «Рефлектор» (Саратов), начавший выпуск трёх конструктивно разных вариантов 12AX7 по заказу американских оптовиков. Все эти лампы уступали западноевропейским ECC83: китайские отличались недолгим сроком службы, сербские — повышенным микрофонным эффектом, российские — повышенными искажениями по типу старых американских 12AX7. К 2000 году китайский завод прекратил производство, а завод в Сербии, несмотря на международное эмбарго, выжил и сумел повысить качество ламп. Словацкая компания JJ Electronic, торговавшая в США под марками Tesla и Teslovak, сумела наладить на заводе в Чадце производство не только базовой 12AX7, но и точной копии усовершенствованной ECC803S. Калужский завод «Восход» к 2000 году выпустил по американским заказам семь различных вариантов 12AX7, в том же году начались поставки «гитарных» 12AX7 производства «Светланы». В 2010-е годы лампы российского производства продаются в США и под марками местных дилеров, и под классическими марками Genalex Gold Lion, Mullard, Tung-Sol.

## Электрические характеристики

### Номинальные режимы. Параметры триода

Параметры триода 12AX7 при напряжении на аноде 250 В. Номинальные значения и допустимые отклонения.

Семейство анодных характеристик триода ECC83 производства Phillips

12AX7 — маломощный триод, предназначенный исключительно для усиления напряжения низких частот. Справочная документация подробно рассматривает два варианта использования: каскад усиления напряжения с автоматическим смещением и фазоинвертор на двух триодах с катодной связью. Во обоих вариантах аноды 12AX7 нагружены на сопротивления величиной от 47 до 220 кОм и связаны с нагрузкой через разделительные конденсаторы. Для схемы катодного повторителя 12AX7 подходит плохо из-за низких значений тока анода.
Электрические характеристики 12AX7, ECC83, 7025 и их полных аналогов, приводимые производителями для двух номинальных режимов, полностью идентичны.
Значения предельно допустимых напряжений, токов и мощностей могут различаться в зависимости от избранной производителем системы их декларирования (абсолютные максимальные значения либо средние расчётные предельные значения):
| Электрические характеристики ECC83 (Philips, 1970) | Электрические характеристики ECC83 (Philips, 1970) | Электрические характеристики ECC83 (Philips, 1970) | Электрические характеристики ECC83 (Philips, 1970) | Электрические характеристики ECC83 (Philips, 1970) | Электрические характеристики ECC83 (Philips, 1970) |
| Показатель                                         | Обозначение                                        | Единицы измерения                                  | Режим 1                                            | Режим 2                                            | Предельные допустимые значение                     |
| -------------------------------------------------- | -------------------------------------------------- | -------------------------------------------------- | -------------------------------------------------- | -------------------------------------------------- | -------------------------------------------------- |
| Напряжение анод-катод                              | Ua                                                 | В                                                  | 100                                                | 200                                                | 350                                                |
| Напряжение сетка-катод                             | Ug                                                 | В                                                  | -1,0                                               | -2,0                                               | -50                                                |
| Ток анода                                          | Ia                                                 | мА                                                 | 0,5                                                | 1,2                                                |                                                    |
| Мощность рассеяния на аноде                        | Pa                                                 | Вт                                                 | 0,05                                               | 0,24                                               | 1,0                                                |
| Крутизна передаточной характеристики               | S                                                  | мА/В                                               | 1,25                                               | 1,6                                                |                                                    |
| Статический коэффициент усиления напряжения        | μ                                                  |                                                    | 100                                                | 100                                                |                                                    |
| Внутреннее сопротивление                           | Ri                                                 | кОм                                                | 80                                                 | 62,5                                               |                                                    |

Допустимый разброс параметров триода (S, μ и Ri) в документации на лампы массовых серий не указывался. На практике подразумевалось, что для новых ламп допустимое отклонение коэффициента усиления μ равно ±10 % (90…110), а допустимые отклонения крутизны S и внутреннего сопротивления Ri равны ±20 %.
Попадание новой лампы в пятипроцентный интервал по всем трём параметрам — редкое удачное стечение обстоятельств. По мере старения лампы её крутизна необратимо уменьшается, а внутреннее сопротивление растёт; относительно стабилен лишь коэффициент усиления μ.

### Выбор режима

Белая зона — область нормальных (линейных) режимов работы 12AX7. Синие пунктиры — нагрузочные линии для сопротивления нагрузки 100 кОм и напряжений питания 200, 300, 400 и 500 В.

Область безопасной работы 12AX7 ограничена предельно допустимым напряжением на аноде (не более 350 В) и предельно допустимой мощностью рассеяния на аноде (не более 1 Вт). Работа при токе анода менее 0,5 мА нежелательна из-за сужения полосы пропускания и непредсказуемого роста нелинейных искажений. Работа в области малых отрицательных смещений (0…-1 В) нежелательна из-за протекания сеточных токов, что также усугубляет искажения. В этой области 12AX7 невыгодно отличается от других двойных триодов относительно большими токами сетки и крайне низким (единицы кОм) входным сопротивлением. Работа 12AX7 при положительных смещениях в принципе не нормировалась.
Из-за этих ограничений область возможных режимов работы 12AX7 намного у́же, чем аналогичные области триодов со средним коэффициентом усиления напряжения и относительно широким раскрывом вольт-амперной характеристики. Далеко не все режимы этой области реализуемы на практике: наиболее выгодное с точки зрения шумов и нелинейных искажений сочетание большого тока, большого напряжения на аноде и высокоомной нагрузки требует запретительно высокого напряжения питания. Реализовать заложенный в 12AX7 потенциал непросто: лампа требует тщательного выбора режима, минимизирующего шум, нелинейные и частотные искажения. Возможно, мнения о её неблагозвучности объясняются именно неправильным выбором режима. В действительности западноевропейская ECC83 — одна из лучших с точки нелинейных искажений, пусть и уступающая в качестве звучания довоенной 6SN7.

### Смещение лампы
Большинство каскадов усиления напряжения низкой частоты на лампах, подобных 12AX7, используют автоматическое (катодное) смещение. Указанные в справочниках коэффициенты усиления предполагают шунтирование катодного сопротивления конденсатором. Без конденсатора коэффициент усиления каскада снижается примерно вдвое, при этом вследствие эффекта Миллера во столько же раз уменьшается его входная ёмкость, а локальная обратная связь уменьшает нелинейные искажения. В серийных усилителях XXI века вместо катодных резисторов используют одиночные красные, жёлтые или зелёные светодиоды. Светодиод практически не влияет на нелинейные искажения каскада, и благодаря малому внутреннему сопротивлению (десятки Ом) не нуждается в шунтирующем конденсаторе.
12AX7 работоспособна и в режиме смещения сеточным резистором (гридликом). Если катод лампы заземлён, то часть эмитированных им электронов оседает на сетке и стекает на землю через сеточный резистор. Потенциал сетки опускается ниже нуля и достигает равновесного уровня, который для различных экземпляров 12AX7 и сеточного резистора величиной 10 МОм составляет −0,8…−1,2 В. Это решение широко применялось в ранних усилителях, но было отвергнуто из-за нестабильности характеристик ламп и повышенных искажений. В XXI веке оно применяется крайне редко и только в гитарных усилителях, например, компании THD Electronics.

### Нелинейные искажения
В нелинейных искажениях всякого триода доминирует вторая гармоника. При фиксированном сопротивлении нагрузки коэффициент второй гармоники прямо пропорционален амплитуде сигнала на аноде; при уменьшении сопротивления нагрузки коэффициент второй гармоники нелинейно возрастает. Наилучшая с точки зрения искажений нагрузка — высококачественный активный генератор стабильного тока (ГСТ) на полевых транзисторах или на пентоде с внутренним сопротивлением порядка десятков и сотен МОм. По данным Мерлина Бленкоу, с такой нагрузкой коэффициент нелинейных искажений различных 12AX7 при напряжении сигнала на аноде 10 В эфф. не превышает 0,1 %. При этом коэффициент усиления каскада максимален и равен μ.
Замена активной нагрузки на резистор приводит к росту искажений и снижению коэффициента усиления каскада. По данным журнала Vacuum Tube Valley, при сопротивлении нагрузки 240 кОм, напряжении питания 250 В и напряжении сигнала на аноде 10 В эфф. коэффициент второй гармоники различных 12AX7 и ECC83 составляет 0,015…0,2 %, коэффициент третьей гармоники — 0…0,02 %, а коэффициент усиления каскада снижается до 48…80. Дальнейшее снижение нагрузки сопровождается ростом искажений, который можно лишь отчасти скомпенсировать увеличением напряжения питания каскада, и снижением коэффициента каскада (до 50…63 при нагрузке 100 кОм и 34…44 при нагрузке 47 кОм).
Распространённая в исторической литературе рекомендация использовать анодную нагрузку величиной 100 кОм восходит к «золотому правилу» согласования триода с нагрузкой: выходная мощность идеального триода достигает максимума тогда, когда сопротивление нагрузки в два раза превосходит внутреннее сопротивление лампы (для 12AX7 — примерно 60 кОм), при этом коэффициент усиления каскада по напряжению точно равен 2/3 μ. При усилении напряжения такая нагрузка проигрывает активному ГСТ по всем показателям, кроме входной миллеровской ёмкости.
Прямой связи между именем фирмы-производителя, годом выпуска и уровнем искажений конкретной лампы не существует: лампы производства США демонстрируют стабильно посредственные показатели, а недорогие лампы современного российского производства могут выигрывать у классических Mullard. Слишком велик был и остаётся разброс характеристик серийных ламп.

### Полоса пропускания. Частотные искажения
Полоса пропускания каскада усиления напряжения на 12AX7 ограничена сверху, с одной стороны — высокой входной миллеровской ёмкостью в сочетании с выходным сопротивлением источника сигнала, с другой — высоким выходным сопротивлением в сочетании с ёмкостью нагрузки:
- Входная миллеровская ёмкость каскада CВХ примерно равна произведению коэффициента усиления каскада на проходную ёмкость триода ССА[28]. Паспортное значение ССА равно 1,5…1,7 пФ, но в реальной эксплуатации, с учётом паразитной ёмкости лепестков панели, ССА составляет не менее 3 пФ[28]. Поэтому миллеровская ёмкость реального, грамотно смонтированного каскада с k=60 составляет не менее 200 пФ[28].
- Выходное сопротивление каскада на низких частотах, с учётом используемых на практике нагрузочных сопротивлений, составляет от 20 до 100 кОм. Столь высокое внутреннее сопротивление делает усилитель 12AX7 крайне чувствительным к паразитной ёмкости нагрузки[28].

Взаимозависимые частоты среза обоих фильтров, входного и выходного, обычно лежат в области ультразвука, но при неудачном расчёте и монтаже схемы могут сдвигаться вниз, в область звуковых частот.
Побочное следствие высокого выходного сопротивления — посредственная электрическая изоляция триодных секций лампы. Затухание помехи частотой 1 кГц, проникающей с анода одной секции на анод другой секции, составляет примерно —73 дБ; на частоте 20 кГц затухание ухудшается до примерно —47 дБ.

### Внутриламповые шумы

Зависимость напряжения шума в полосе 20…20000 Гц от тока анода для ламп 12AX7/ECC83, ECC88 и 6Ж52П. Слева — невзвешенный шум, справа — взвешенный с применением кривой RIAA

Шумовой ток анода любого триода складывается из двух составляющих: белого, широкополосного дробового шума — флуктуаций тока, обусловленных конечной величиной заряда электрона, и низкочастотного, розового фликкер-шума, обусловленного локальными флуктуациями работы выхода на границе оксид-вакуум. Спектральная плотность дробового шума постоянна во всём рабочем диапазоне частот; спектральная плотность фликкер-шума обратно пропорциональна частоте. С ростом тока анода плотность фликкер-шума возрастает, а плотность дробового шума снижается, при этом частота раздела между областями, в которых преобладает тот или иной тип шума, сдвигается вверх. В типичных режимах работы 12AX7 эта частота составляет порядка 1 кГц.
Если рассматривать только дробовой шум, что уместно при конструировании радиочастотных устройств, то 12AX7 с её малыми анодными токами и низкой крутизной анодно-сеточной характеристики безнадёжно проигрывает триодам с высокой крутизной. В номинальном режиме работы (крутизна характеристики S=1,2…1,6 мА/В, температура катода 1000 К) расчётное шумовое сопротивление 12AX7 RШ=1,3…1,8 кОм, а приведённое ко входу каскада напряжение шума в полосе частот 20…20000 Гц UШ=0,66…0,8 мкВ — в 2,5 раз больше, чем у триода ECC88 (S=12,5 мА/В, советский аналог — 6Н23П).
В звуковом диапазоне реальная разница в шуме 12AX7/ECC83 и ECC88 оказывается не столь велика из-за меньшего уровня фликкер-шума 12AX7. При оптимальном с точки зрения шума анодном токе 2 мА приведённое ко входу напряжение внутриламповых шумов 12AX7 минимально и равно 0,7 мкВ; при меньших и бо́льших токах анода напряжение шума возрастает до примерно 1 мкВ. Для той же лампы в составе фонокорректора RIAA, усиливающего низкочастотные и ослабляющего высокочастотные составляющие сигнала, оптимальный ток анода составляет не более 1 мА, при взвешенном уровне шума около 1,0 мкВ; ровно такой же уровень шума обеспечивает теоретически менее шумная ECC88.

## Комментарии
1. ↑  Выпуск серийных K2-W начался в январе 1953 года. Производство было отлажено в 1952 году, а принципиальная схема была отлажена ещё в 1940-е годы.
2. ↑  Компания National Union, основанная в 1929 году при участии капитала RCA, и производившая лампы по заказам RCA, GE и Westinghouse, в описываемое время уже угасала. В 1954 году её электровакуумное производство перешло под контроль Sylvania, в 1960 году бренд National Union прекратил существование.
3. ↑  В системе обозначений Mullard-Philips[англ.] сдвиг цифр внутрь буквенного кода (ECC83 → E83CC) обозначал особо высококачественный вариант базовой лампы. Электрически ECC83 и E83CC были идентичны.
4. ↑  Абсолютные максимальные значения — предельные величины эксплуатационных параметров и условий окружающей среды для любого экземпляра данного типа, которые нельзя превышать ни при каких обстоятельствах, даже в самых тяжёлых условиях эксплуатации. Производитель, декларирующий абсолютные максимальные значения, не принимает на себя ответственность за последствия возможных отклонений в характеристиках ламп, напряжения питания и сигналов и так далее[20].
5. ↑  Средние расчётные предельные значения — предельные величины режима эксплуатации и условий окружающей среды для образцовой лампы данного типа. Производитель, декларирующий такие показатели, принимает на себя ответственность за работоспособность лампы в этом режиме при любых нормальных отклонениях в характеристиках ламп, напряжения питания и сигналов и так далее[20].
6. ↑  Абсолютное максимальное значение при протекании любого ненулевого тока. Для полностью запертой лампы предельно допустимое напряжение равно 550 В[17].
7. ↑  Инфракрасные светодиоды непригодны из-за слишком малого, а синие и белые (люминофорные) светодиоды — из-за слишком большого, несовместимого с областью нормальных режимов 12AX7, падения напряжения на диоде[29].
8. ↑  Равновесный потенциал гридлика слабо зависит от напряжения на аноде — столь слабо, что им можно пренебречь. Основной фактор разброса — конструктивные различия ламп, работающих в недокументированном режиме[34]
9. ↑  Бленкоу оговаривает, что это верно лишь для частот, не превышающих 1 кГц. На частотах свыше 1 кГц внутреннее сопротивление транзисторного ГСТ падает, что ведёт к росту нелинейных искажений[37]
10. ↑  Эффект Миллера порождает расщепление полюсов[англ.] входного и выходного фильтров. Чем больше ёмкость нагрузки, тем меньше её полное сопротивление на высоких частотах, и соответственно тем меньше коэффициент усиления на высоких частотах. Но чем ниже коэффициент усиления — тем ниже миллеровская ёмкость, и тем выше частота среза входного фильтра. Частоты среза двух полюсов «разбегаются» в разные стороны. Реализовать фильтр второго порядка на миллеровской ёмкости триода невозможно[28].
11. ↑  Третья составляющая шума — дробовой шум тока сетки — в типичных применениях 12AX7 отсутствует[42].
12. ↑  Точнее, плотность дробового шума обратно пропорциональная крутизне анодно-сеточной характеристики. Для каждой конкретной лампы крутизна монотонно возрастает по мере роста анодного тока[41].